# Miklós Holop
Miklós Holop   (Budapest, 2 de febrer de 1925 - Budapest, 12 de novembre de 2017) va ser un waterpolista hongarès que va competir durant la dècada de 1940.
El 1948 va prendre part en els Jocs Olímpics de Londres, on va guanyar la medalla de plata en la competició de waterpolo.